# Theologia Germanica
Theologia Germanica, även känd som Theologia Deutsch eller Der Frankfurter, är en tysk mystisk skrift som tros ha författats i mitten av 1300-talet av en icke namngiven person, vanligtvis förknippad med kretsen kring ”Guds vänner”. Enligt bokens inledning var författaren en präst och medlem av Tyska orden bosatt i Frankfurt am Main, Tyskland. Martin Luther fann skriften i ett klosterbibliotek 1516 och lät trycka den samma år, varefter den har varit populär och inflytelserik i lutherska och pietistiska kretsar.
Skriften står i den senmedeltida tyska mystikens tradition, med namn som Meister Eckhart och Johannes Tauler. Anders Piltz beskriver Theologia Germanica som ”en populär och ortodox bearbetning av (Meister) Eckharts läror”.
Theologia Germanica beskriver hur människa och Gud kan bli fullt ut förenade genom att människan tömmer sig på sig själv och låter Guds vilja ersätta hennes egen. I människans allra innersta, i ”själens grund” (”Grund der Seele”), återfinns Guds avbild i henne. Tömd på sin egen vilja och överlämnad till Gud kan människan sålunda förverkliga sin inre gudomliga potential och bli ”förgudligad” (”vergotten”).
Martin Luther fann skriften, vars författarskap han vid tidpunkten tillskrev Tauler, i ett klosterbibliotek 1516 och lät trycka den samma år. Två år senare blev han dock uppmärksammad på en utförligare version av samma skrift i Frankfurt am Main och lät trycka också denna, under titeln Eyn deutsch Theologia. Vid denna tidpunkt stod det klart för honom att Tauler inte var upphovsmannen bakom skriften. I förordet till denna utgåva skriver Luther:
”Näst intill Bibeln och sankt Augustinus har jag inte funnit på något verk, från vilket jag har lärt och velat lära mer om vad Gud, Kristus och alla ting betyder.”
Luther fann att skriftens budskap om att alla människans ansträngningar var fåfängliga och att frälsningsverket helt är ett verk av Gud allena svarade mot hans egna uppfattningar om sola fide och sola gratia.
På grund av Luthers sanktion blev Theologia Germanica högt aktad inom lutherska kretsar och bidrog på så sätt till att rädda en del av det mystika arvet åt den protestantiska världen. 
Johann Arndt redigerade och utgav en utgåva (baserad på Luthers) 1597; denna anbefalldes av bl a Philipp Jacob Spener och blev mycket spridd och populär inom pietistiska kretsar och kom att tryckas över 60 gånger. Totalt utkom Theologia Germanica i ca 200 olika utgåvor mellan 1500- och 1900-talet.
Inom kalvinismen rönte skriften dock inte samma uppskattning. Jean Calvin förklarade skriften för ”Djävulens gift” och Luthers och andra lutherska teologers höga uppskattning vållade misstänksamhet på katolskt håll. Påve Paul V placerade följaktligen skriften på katolska kyrkans Index över förbjudna böcker där den förblev till andra halvan av 1900-talet.

## Theologia Germanica i Sverige
Theologia Germanica (Johann Arndts utgåva) utkom på svenska första gången 1617, på initiativ av Uppsala slotts ståthållare Christoffer Wernstedt och översatt av Aegidius Matthie Upsaliensis Aurelius. Denna utgåva ingick i bl a Carl Carlsson Gyllenhielms bibliotek.
1718 trycktes 1617 års utgåva igen. En ny översättning gjordes av Johan Henrik Thomander 1826, denna utgavs sedan i reviderade upplagor år 1844 och 1860. Samfundet Pro fide et Christianismo utgav Theologia Germanica på svenska i ny översättning 1939, under titeln ”Om det Fullkomliga Goda, den Tyska Teologien”.
Theologia Germanica utkom senast i ny svensk översättning 1984 av Bengt Hoffman, med rubriken ”En ädel liten bok”.